# 唐大智
唐大智（1940年—），汉族，中华人民共和国政治人物、第十一届全国政协委员。
加入九三学社，担任中国机械工业集团公司总裁专务。2008年，当选第十一届全国政协委员，代表经济界，分入第三十六组。并担任经济委员会专委。